# Deklast en deklading

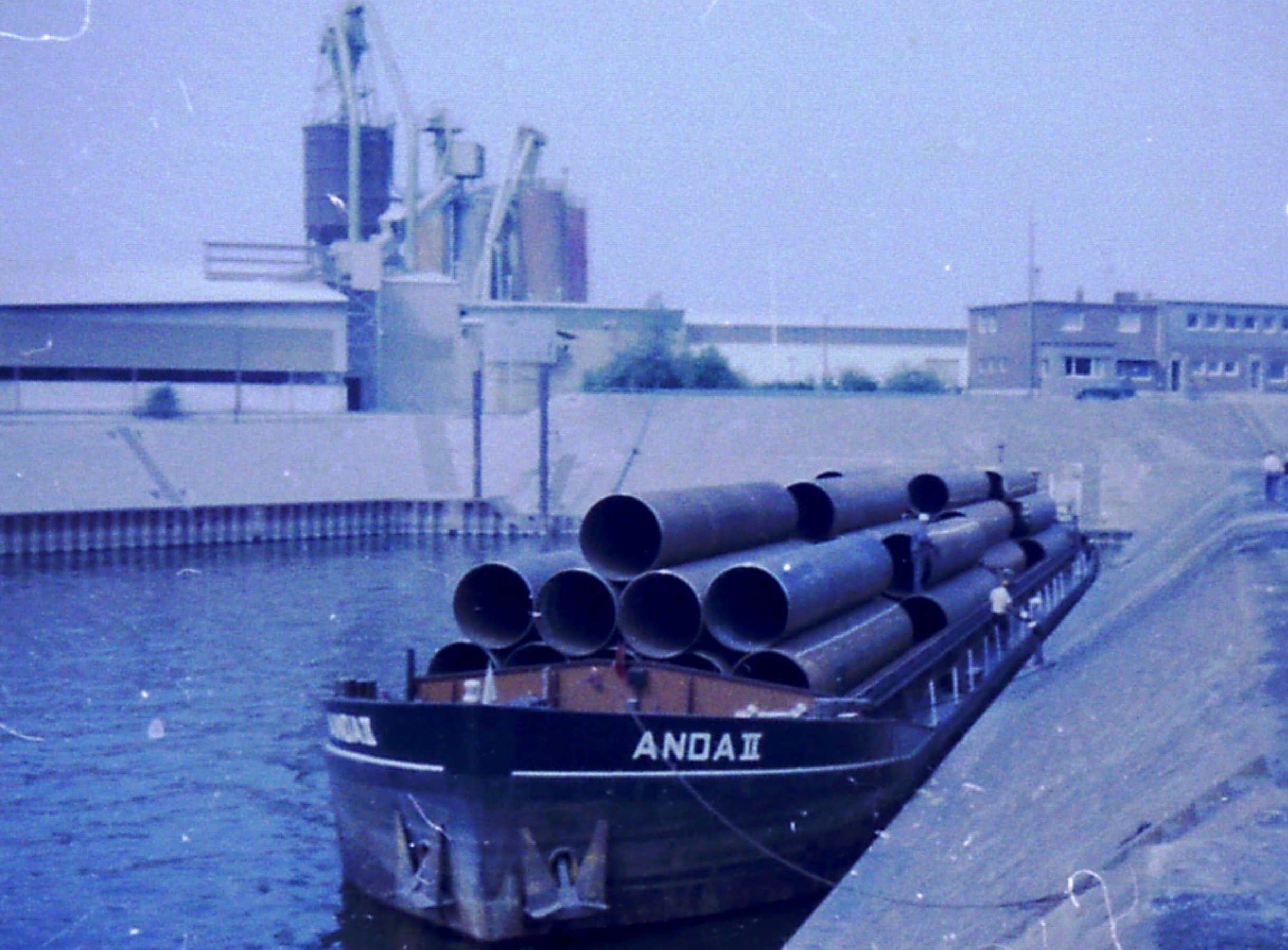
m/s Anda II met een deklast van stalen buizen. In de haven van Ruhrort (1976)

De termen deklast en deklading betekenen hetzelfde alleen in de praktijk wordt hier onderscheid in gemaakt.

## Deklast

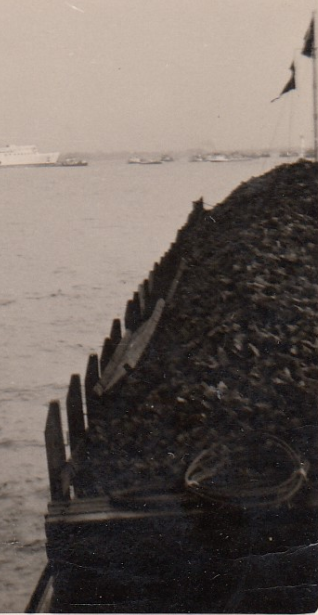
Schip met een deklast gebruikmakend van de merkels en luiken (1960)

De belading van een schip waarbij het laadruim niet wordt afgesloten met luiken maar er doorgeladen wordt zodat er een bult, met lading, ontstaat die boven het laadruim uitsteekt. Het gaat hierbij om lading, waarvan de soortelijke massa dusdanig laag is dat een schip met deze lading in het afgesloten ruim niet tot de maximale inzinking komt. Afhankelijk van de soort lading wordt deze al dan niet met dekkleden afgedekt. De reden van afdekken kan zijn dat de lading niet nat mag worden of kan gaan stuiven.
Afhankelijk van de soortelijke massa werd soms ook de dennenboom verhoogd, waardoor er nog meer lading meegenomen kon worden. Veelal werden hier de merkels en de luiken voor gebruikt. De Duitse rederij "Braunkohle G.m.b.H" had op haar schepen, die bruinkool vervoerden, de dennenboom verhoogd met een hekwerk. Had de dennenboom bij oudere schepen met traditionele luiken de hoogte dat je de luiken met de hand beet kon pakken om het schip open of dicht te leggen, werd bij nieuwbouwschepen de dennenboom standaard hoger gemaakt en kwam er geen traditionele luikenkap op maar veelal rolluiken (schuifluiken). Hierdoor ontstond er meer kubieke meter aan laadruimte, waardoor er onder de luiken meer ton aan lading meegenomen kon worden.
Bij het vervoer van containers ziet men alleen maar deklast.

## Deklading
In tegenstelling tot de deklast wordt de deklading op het dek geladen. Dit gebeurt vaak op pontons, dekschuiten of speciaal hiervoor gebouwde schepen.
Ook kwam het voor dat binnenschepen twee soorten lading meenamen. Er werd dan een lading in het ruim geladen en vervolgens een andere lading op de luiken gezet.
Voorbeeld: 
- In Hanau aan de Main werd kali geladen en verder stroomafwaarts in Rüsselsheim am Main werden er auto's bij geladen die op de luiken werden gezet. De reden hiervoor was dat in Hanau niet afgeladen (maximale inzinking) kon worden van wegen de diepte van de Main. Stroomafwaarts werd de Main dieper en kon er lading bij.